# UTC+5:40
UTC+5:40 — часовой пояс, который использовался в Непале в период с 1920 года по 1986 год; заменён часовым поясом UTC+5:45.
Приблизительно соответствовал точному времени в Катманду — UTC+5:41:16. В Непале также существует точка зрения о необходимости смены времени на UTC+5:30 для стандартизации с Индией.